# Kunst im öffentlichen Raum in Hamburg-Langenhorn
Diese Liste von Kunst im öffentlichen Raum in Hamburg-Langenhorn enthält dauerhaft aufgestellte Kunstwerke auf dem Gebiet des Stadtteils Langenhorn der Freien und Hansestadt Hamburg, die sich im öffentlichen Raum befinden und von anerkannten Künstlern und Künstlerinnen geschaffen wurden. Viele dieser Kunstwerke sind durch das Programm Kunst am Bau (und dessen Folgeprogramme) gefördert oder mit öffentlichen Geldern angekauft worden, dies ist aber keine Voraussetzung für die Aufnahme. Ebenso mögen einige dieser Kunstwerke als Kulturdenkmal geschützt sein, aber auch das ist keine Voraussetzung für die Aufnahme in diese Liste.
Bauschmuck ist im Normalfall im Artikel über das Bauwerk darzustellen, und gehört nicht in diese Liste. Streetart kann Aufnahme in die Liste finden, wenn es zu dem konkreten Kunstwerk eine ausführliche Rezeption in der Kunstwissenschaft gibt und ein enzyklopädischer Artikel über die Streetart-Künstler oder -Künstlerin existiert oder vorstellbar wäre. Denkmäler, die an eine Person oder ein Ereignis erinnern, können in die Liste aufgenommen werden, wenn sie ob ihrer zumeist plastischen Gestaltung als Kunstwerk gelten können. Bei reinen Gedenktafeln ist das normalerweise nicht der Fall.
Basis der Zusammenstellung sind Datensätze der Hamburger Kulturbehörde von 2012 und 2018, eine Veröffentlichung der SAGA GWG von 2008, und verschiedene Veröffentlichungen von Kunsthistorikern zum Thema. Eine abschließende Liste von Literatur kann es nicht geben, jedoch ist für jeden Eintrag in die Liste ein konkreter Verweis auf eine amtliche Liste oder anerkannte Sekundärliteratur erforderlich.
Gestohlene oder zerstörte Kunstwerke, die ehemals in Hamburg-Langenhorn aufgestellt waren, sind in einer separaten Liste aufgeführt.

## Legende
- Lage: Nennt die nächstgelegene Straße und, wenn vorhanden und sinnvoll, das nächstgelegene Bauwerk (mit Hausnummer) oder das umgebende Gebiet (z. B. einen Park) und gibt nötigenfalls Hinweise zur genauen Lage. Darunter werden - wenn vorhanden - auch die Geo-Koordinaten und das Wikidata-Logo als Verweis auf das Wikidata-Objekt angegeben. Die Spalte ist nach der Adresse sortierbar.
- Künstler/in: Name des Künstlers oder der Künstlerin, die das Kunstwerk geschaffen haben, verlinkt mit dem Wikipedia-Artikel zur Person. Die Spalte ist nach dem Nachnamen sortierbar.
- Beschreibung: Kurzbeschreibung des Werks, immer zuerst: Werktitel (kursiv), dann möglichst Material, Stil, Größe, Dargestelltes, Art der Förderung
- Jahr: Jahr der Fertigstellung des Kunstwerkes, wenn unbekannt dann das Jahr der Aufstellung. Hier kann nur ein einziges Jahr angegeben werden, kein Zeitraum. Weitere zeitliche Details zur Schaffung des Kunstwerkes (von–bis) können in der Beschreibung angegeben werden.
- Quelle: Kulturbehörde, SAGA, Literatur, jeweils mit Fußnote. Diese Angabe ist für eine Aufnahme in die Liste verpflichtend.
- Bild: Bild des Kunstwerks, mit Link auf Commons-Kategorie wenn vorhanden

Hinweis: Die Grundsortierung der Liste erfolgt nach der Adresse. Die Liste ist alternativ nach Künstler, Werktitel, Datierung oder Quelle sortierbar.

## Liste
| Lage | Künstler                                         | Beschreibung | Jahr      | Quelle        | Bild |  |
| --- | ------------------------------------------------ | --- | --------- | ------------- | --- |  |
| Bergmannstraße 13-15 (Lage) | Anne Ochmann                                     | Spitzhornschnecke und Langhornschnecke Direktauftrag Stadtteilbüro                                                                 | 2010      | Kulturbehörde | |  |
| Bergmannstraße 21 Ecke Iserlohner Stieg (Lage) | Knud Knabe                                       | Kleines Sitzobjekt SAGA | 1986      | Kulturbehörde | Bild gesucht Die Wikipedia wünscht sich an dieser Stelle ein Bild vom Ort mit diesen Koordinaten 53.67229 9.9979 . Motiv: Bergmannstraße 21 Falls du dabei helfen möchtest, erklärt die Anleitung , wie das geht. BW             |  |
| Dortmunder Straße 22 Fußgängerweg (Lage) | Doris Waschk-Balz                                | Sitzendes Kind SAGA | 1983–1985 | Kulturbehörde | |  |
| Dortmunder Straße 30 Ecke Bochumer Weg, Sandkasten (Lage) | Anne Ochmann                                     | Harlekin-Wasserspiel Direktauftrag Stadtteilbüro                                                                                   | 2012      | Kulturbehörde | |  |
| Dortmunder Straße 48 Spielplatz (Lage) | Anne Ochmann                                     | Gefiederte Schlange Direktauftrag Stadtteilbüro                                                                                    | 2007      | Kulturbehörde | |  |
| Duisburger Straße 12 Fußgängerweg (Lage) | Doris Waschk-Balz                                | Stehende männliche Figur SAGA | 1983–1985 | Kulturbehörde | |  |
| Duisburger Straße 24 Fußgängerweg (Lage) | Doris Waschk-Balz                                | Büste eines Mannes SAGA | 1983–1985 | Kulturbehörde | |  |
| Duisburger Straße 26 Bochumer Weg Fußgängerweg (Lage) | Doris Waschk-Balz                                | Liegende Frau SAGA„Bochumer Weg“                                                                                                   | 1983–1985 | Kulturbehörde | |  |
| Eberhofstieg 22 Spielplatz neben Haus der Jugend (Lage) | Carl Ihrke                                       | Fisch KaB?, nicht in KB-Listen | 1958      | Kulturbehörde | |  |
| Eberhofweg 63 Schule Eberhofweg, Kreuzbau Treppenhaus (Lage) | unbekannt (Johannes Ufer?, Herbert Spangenberg?) | Wandgestaltung (zweiteilig) KaB, nicht in KB-Liste                                                                                 | 1960      | Kulturbehörde | Bild gesucht Die Wikipedia wünscht sich an dieser Stelle ein Bild vom Ort mit diesen Koordinaten 53.65064 10.01396 . Motiv: Eberhofweg 63 Falls du dabei helfen möchtest, erklärt die Anleitung , wie das geht. BW               |  |
| Erich-Plate-Weg 44 Spielplatz (Lage) | Knud Knabe                                       | Großes Sitzobjekt (2 Bänke?) SAGA                                                                                                  | 1986      | Kulturbehörde | |  |
| Essener Straße 90 Durchgang zu 92 (Lage) | Anne Ochmann                                     | Platte Flunder Direktauftrag Stadtteilbüro                                                                                         | 2008      | Kulturbehörde | |  |
| Essener Straße 90 c Durchgang (an Parkdeck?) (Lage) | Knud Knabe                                       | Wegbegleitende Gestaltungsmerkmale SAGA                                                                                            | 1986      | Kulturbehörde | weitere Bilder |  |
| Fritz-Schumacher-Allee 200 Gymnasium Heidberg, Außenbereich rechts neben Fachraumgebäude (Lage)                                                                              | Thomas Darboven                                  | Freiplastik (Kommunikationszentrum / Holztreppe mit Kugel-Objekt) KaB                                                              | 1976–1977 | Kulturbehörde | |  |
| Grellkamp 40 Stadtteil- und Ganztagsschule Langenhorn, hinterer Schulhof, vor Gebäude 13 (Lage)                                                                              | Karl August Ohrt                                 | Mädchen mit Katze KaB, nicht in KB-Listen                                                                                          | 1957      | Kulturbehörde | |  |
| Holitzberg 288 Kleiner Marktplatz, Wiese (Lage) | Ursula Querner                                   | Liegendes Paar II Zugang unklar, nicht in KB-Listen                                                                                | 1966      | Kulturbehörde | weitere Bilder |  |
| Holitzberg 89 Altenwohnanlage Daniel-Schutte-Stiftung, vor Hauseingang (Lage)                                                                                                | Gustav Seitz                                     | Käthe Kollwitz Direkterwerb Stiftung, bürgerliche Denkmalkultur                                                                    | 1965      | Kulturbehörde | |  |
| Kiwittsmoor 5 U-Bahn-Haltestelle Kiwittsmoor, Treppenhaus (Lage) | Annette Caspar                                   | Wandgestaltung KaB | 1960      | Kulturbehörde | |  |
| Kiwittsmoor 7 Schröder-Stift, Parkanlage (Lage) | Sabine von Diest-Brackenhausen                   | Zwiegespräch vermutlich Direktauftrag Stiftung                                                                                     | 1975      | Kulturbehörde | |  |
| Käkenflur Marktplatz Käkenhof (Lage) | Doris Waschk-Balz                                | Skulpturengruppe auf dem Marktplatz als Teil der „Künstlerischen Gestaltung des Wohngebietes Essener Straße“ (hier 12-teilig) SAGA | 1983–1985 | Kulturbehörde | |  |
| Käkenflur Marktplatz Käkenhof an Zugang zu KiGa, je 2 Objekte (Lage) | unbekannt                                        | 2 Kinder-Betonfiguren (Hinweismarken zu Kindergarten und Baui)                                                                     | ?         | Kulturbehörde | weitere Bilder |  |
| Käkenflur 13 Ecke Walter-Schmedemann-Str. 72, Fußgängerweg (Lage) | Doris Waschk-Balz                                | Blütenknospe der Ackerwinde SAGA                                                                                                   | 1983–1985 | Kulturbehörde | weitere Bilder |  |
| Käkenflur 13 Ecke Walter-Schmedemann-Str. 72, Sand-Spielbereich (Lage) | Anne Ochmann                                     | Thronhaus Direktauftrag Stadtteilbüro                                                                                              | 2014      | Kulturbehörde | |  |
| Käkenhof Gemeinschaftshaus (Lage) | Sönke Nissen-Knaack u. a.                        | Seifenblasen SAGA | 2005      | Kulturbehörde | |  |
| Krohnstieg 107 Schule Krohnstieg, Innenhof Verwaltungstrakt | Manfred Sihle-Wissel                             | Brunnenplastik mit Wasserspiel KaB                                                                                                 | 1973      | Kulturbehörde | |  |
| Krohnstieg 107 Schule Krohnstieg, Kreuzbau Treppenhaus | Eylert Spars                                     | Wandgestaltung (2tlg) KaB | 1962      | Kulturbehörde | |  |
| Langenhorner Chausse 560 ex-AK. Ochsenzoll, Schwesternhaus 1, jetzt Asklepios Klinik Nord, vor Haus 29 (Lage)                                                                | Gustav Seitz                                     | „Stehende Eva“ KaB | 1947      | Kulturbehörde | |  |
| Langenhorner Chaussee 266 Ansgar-Kirche, Grünstreifen (Lage) | Richard Kuöhl                                    | Kriegerdenkmal evtl. Auftrag Kirche? Oder NS-Kunst? Kriegerdenkmal                                                                 | 1930      | Kulturbehörde | |  |
| Langenhorner Chaussee 321 Wohnunterkunft, Einrichtungen für Wohnungslose Menschen und Zuwanderer und Kita (321a), ex-Wohnheim für alleinstehende Damen, am Zugangsweg (Lage) | Richard Steffen                                  | Mutter und Kind KaB | 1963–1965 | Kulturbehörde | |  |
| Langenhorner Chaussee 560 ex-AK Ochsenzoll Wirtschaftsgeb.90, jetzt Asklepios Klinik Nord, vor Haus 17 (Lage)                                                                | Thomas Darboven                                  | Rinder KaB | 1979      | Kulturbehörde | |  |
| Neubergerweg 2 Schule Neubergerweg, Gartenbereich Altbau (Lage) | Karl August Ohrt                                 | Mädchen mit Hund KaB? nicht in KB-Listen                                                                                           | 1952      | Kulturbehörde | |  |
| Neubergerweg 2 Schule Neubergerweg, Turnhalle, östl. Innenwand | Otto Thämer                                      | Zwei Sgraffiti KaB, nicht in KB-Listen                                                                                             | 1957      | Kulturbehörde | |  |
| Neubergerweg 2 Schule Neubergerweg, ex-V.S.Langenh. Chaussee, Kreuzbau Treppenhaus (Lage)                                                                                    | Johannes Ufer                                    | Wandschmuck, 3tlg KaB | 1959      | Kulturbehörde | Bild gesucht Die Wikipedia wünscht sich an dieser Stelle ein Bild vom Ort mit diesen Koordinaten 53.66683 10.00364 . Motiv: Neubergerweg 2 Falls du dabei helfen möchtest, erklärt die Anleitung , wie das geht. BW              |  |
| Neubergerweg 2 Schule Neubergerweg, ex-V.S.Langenh. Chaussee, Musikraum, jetzt Aula (Lage)                                                                                   | Dietmar Linke                                    | 4 Fenster , „Spiel der Farben“ KaB                                                                                                 | 1964–1965 | Kulturbehörde | Bild gesucht Die Wikipedia wünscht sich an dieser Stelle ein Bild vom Ort mit diesen Koordinaten 53.66733 10.00337 . Motiv: Neubergerweg 2 Falls du dabei helfen möchtest, erklärt die Anleitung , wie das geht. BW              |  |
| Stockflethweg 160 Schule Stockflethweg, Kreuzbau, Treppenhaus (Lage) | Herbert Spangenberg                              | Wandarbeit (zweiteilig) KaB, nicht in KB-ListeStockflethweg, nicht Stockfleetweg                                                   | 1957      | Kulturbehörde | Bild gesucht Die Wikipedia wünscht sich an dieser Stelle ein Bild vom Ort mit diesen Koordinaten 53.67908 10.01996 . Motiv: Stockflethweg 160 Falls du dabei helfen möchtest, erklärt die Anleitung , wie das geht. BW           |  |
| Tangstedter Landstraße 143 vollautomatisches Fernmeldeamt, über Türsturz (Lage)                                                                                              | Gerhard Hausmann                                 | Glasmosaik (Vier Jahreszeiten) Direktauftrag Post                                                                                  | 1963      | Kulturbehörde | |  |
| Tangstedter Landstraße 15 Wiese am Dorfteich (Lage) | SIK-Holzgestaltung                               | 4 Kühe vermutlich Direktauftrag Bezirk                                                                                             | ?         | Kulturbehörde | weitere Bilder |  |
| Tangstedter Landstraße 300 Gesamtschule am Heidberg, Turnhalle, Außenwand (Lage)                                                                                             | Hanno Edelmann                                   | „2 Tänzerinnen“ KaB | 1957      | Kulturbehörde | |  |
| Tangstedter Landstraße 381 Ecke Hohe Liedt in Grünanlage (Lage) | Fritz Fleer                                      | Großer Schreitender Direktauftrag Siemers-Stiftung, steht jetzt auf öffentlichem Grund                                             | 1965      | Kulturbehörde | |  |
| Tangstedter Landstraße 445 Wiese (Lage) | Hans Kock                                        | Der Baum Stiftung | 1965      | Kulturbehörde | |  |
| Timmerloh 27 Gesamtschule Fritz-Schumacher-Schule, Treppenhaus Westflügel, 1. OG (Lage)                                                                                      | Jan Laß                                          | Bauarbeiter Kunst im Stadtbild bis 1950                                                                                            | 1932      | Kulturbehörde | Bild gesucht Die Wikipedia wünscht sich an dieser Stelle ein Bild vom Ort mit diesen Koordinaten 53.65636 10.02245 . Motiv: Timmerloh 27 Falls du dabei helfen möchtest, erklärt die Anleitung , wie das geht. BW                |  |
| Timmerloh 27 Gesamtschule Fritz-Schumacher-Schule, Treppenhaus Westflügel, 2. OG (Lage)                                                                                      | Otto Thämer                                      | Pferdeführer Kunst im Stadtbild bis 1950, Bauschmuck                                                                               | 1930      | Kulturbehörde | Bild gesucht Die Wikipedia wünscht sich an dieser Stelle ein Bild vom Ort mit diesen Koordinaten 53.65636 10.02245 . Motiv: Timmerloh 27 Falls du dabei helfen möchtest, erklärt die Anleitung , wie das geht. BW                |  |
| Timmerloh 27 Gesamtschule Fritz-Schumacher-Schule, Treppenhaus zum Ostflügel (Lage)                                                                                          | Eduard Bargheer                                  | Landgewinnung NS-Kunst? | 1936      | Kulturbehörde | Bild gesucht Die Wikipedia wünscht sich an dieser Stelle ein Bild vom Ort mit diesen Koordinaten 53.65636 10.02245 . Motiv: Timmerloh 27 Falls du dabei helfen möchtest, erklärt die Anleitung , wie das geht. BW                |  |
| Timmerloh 27 Gesamtschule Fritz-Schumacher-Schule, Treppenhäuser (Lage) | Richard Kuöhl                                    | Brunnenplastik Kunst im Stadtbild bis 1950                                                                                         | ?         | Kulturbehörde | |  |
| Tweeltenbek 27 Haus der Jugend Kiwittsmoor (BA Nord) (Lage) | Kurt Bauer                                       | Drei fliegende Schwäne KaB | 1965      | Kulturbehörde | |  |
| Walter-Schmedemann-Straße 14 Fußgängerweg (Lage) | Doris Waschk-Balz                                | Erbsenschote fluwog BG? SAGA? | 1983–1985 | Kulturbehörde | |  |
| Walter-Schmedemann-Straße 2 Fußgängerweg, Kommunikationsrondeel (Lage) | Doris Waschk-Balz                                | Blatt fluwog BG? SAGA? | 1983–1985 | Kulturbehörde | |  |
| Walter-Schmedemann-Straße 20 Fußgängerweg (Lage) | Doris Waschk-Balz                                | Farnkraut-Trieb fluwog BG? SAGA?                                                                                                   | 1983–1985 | Kulturbehörde | |  |
| Walter-Schmedemann-Straße 28 Fußgängerweg zwischen HNr. 28 und 56 (Lage) | unbekannt                                        | 2 Kinder-Betonfiguren (Hinweismarken zu Schule)                                                                                    | ?         | Kulturbehörde | Bild gesucht Die Wikipedia wünscht sich an dieser Stelle ein Bild vom Ort mit diesen Koordinaten 53.66884 9.99918 . Motiv: Walter-Schmedemann-Straße 28 Falls du dabei helfen möchtest, erklärt die Anleitung , wie das geht. BW |  |
| Walter-Schmedemann-Straße 72 Fußgängerweg (Lage) | Doris Waschk-Balz                                | Apfel fluwog BG? SAGA? | 1983–1985 | Kulturbehörde | |  |
| Walter-Schmedemann-Straße 82 Fußgängerweg (Lage) | Doris Waschk-Balz                                | Schachtelhalm fluwog BG? SAGA? | 1983–1985 | Kulturbehörde | |  |
| Wördenmoorweg 78 Polizeikommissariat 34, Eingangsbereich, Erdgeschoss (Lage)                                                                                                 | Maria Pirwitz                                    | Wandgestaltung KaB | 1977      | Kulturbehörde | Bild gesucht Die Wikipedia wünscht sich an dieser Stelle ein Bild vom Ort mit diesen Koordinaten 53.65456 10.01853 . Motiv: Wördenmoorweg 78 Falls du dabei helfen möchtest, erklärt die Anleitung , wie das geht. BW            |  |
| verschiedene Orte in Grünzügen Wohnquartier Essener Straße (Lage) | Anne Ochmann                                     | 7 Wächtertürme Direktauftrag Stadtteilbüro                                                                                         | 2010      | Kulturbehörde | weitere Bilder |  |